# Labranzagrande
Labranzagrande là một thị xã và đô thị ở  Departamento Boyacá, thuộc phân vùng La Libertad.